# Farsta Centrum
Farsta Centrum är ett köpcentrum beläget i stadsdelen Farsta i Söderort inom Stockholms kommun. Köpcentrumet har belönats med ett antal priser, bland annat Årets köpcentrum (1999 och 2000), European Shopping Centre Award (1999) samt Stockholms bästa köpcentrum (2002). Centrumanläggningens ursprungliga bebyggelse har av Stadsmuseet i Stockholm blivit grönmärkt, vilket betyder "särskilt värdefull från historisk, kulturhistorisk, miljömässig eller konstnärlig synpunkt".

## Historik

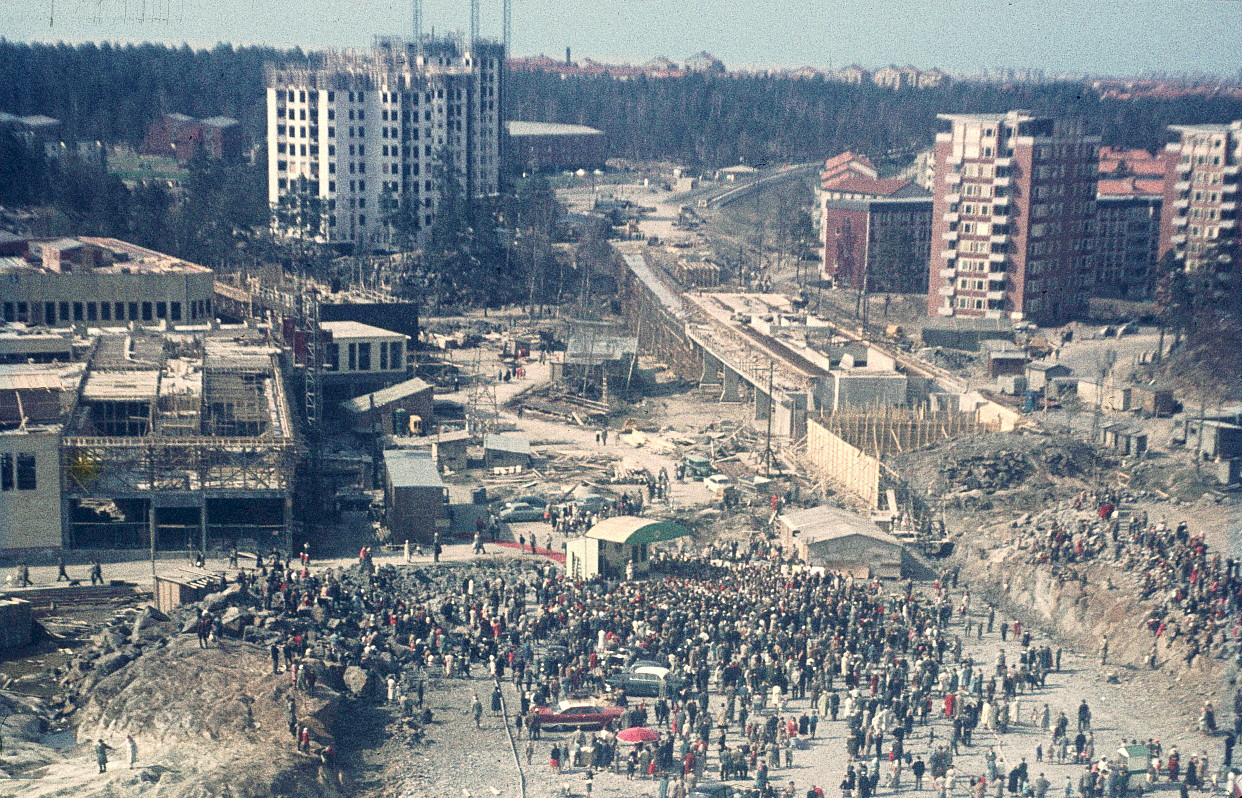
Centrumbygget i maj 1960.

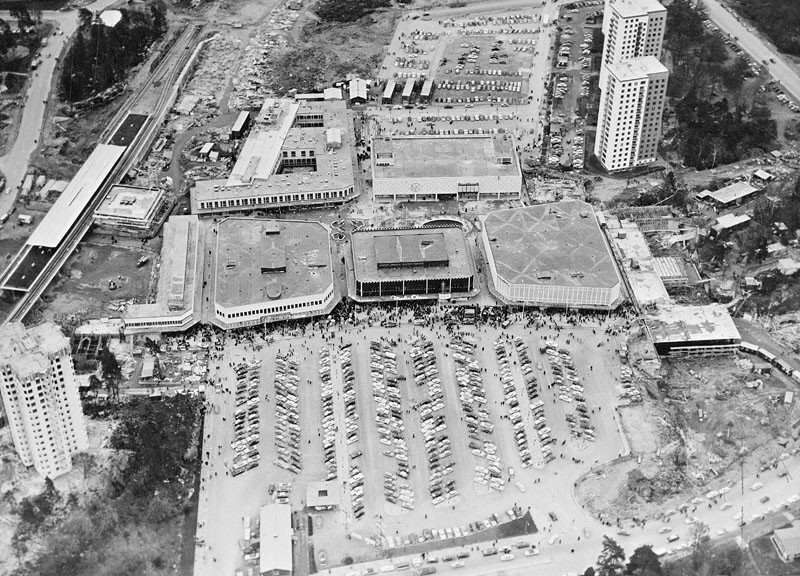
Invigningen 23 oktober 1960.

Farsta Centrum invigdes den 23 oktober 1960 som en sydlig motsvarighet till Vällingby Centrum. Planerna att anlägga en motsvarighet till Vällingby som en ABC-stad söder om Stockholm hade formulerats redan 1953 av stadsplanedirektören i Stockholms stad, Sven Markelius. Byggstarten drog dock ut på tiden, bland annat på grund av begränsningar i tunnelbanans kapacitet. Centrumet uppfördes sedan under tre år (1959-1961), till en kostnad av 60 miljoner kronor, av byggkonsortiet AB Farsta Centrum. Storbyggmästaren Olle Engkvist ledde konsortiet som styrelseordförande och VD var Arne T Bergqvist. Förutom Olle Engkvists eget byggbolag ingick Skånska Cementgjuteriet, John Mattson och ytterligare några byggbolag i samarbetet. Invigningen av Sveriges då största stadsdelscentrum samlade fler än 100 000 människor samt 1 200 särskilt inbjudna, med prinsessorna Sibylla och Margaretha i spetsen.
Likt Vällingby Centrum var uppdragsgivaren Svenska bostäder och arkitekt var Backström & Reinius, som även svarade för stadsplanen. Vid invigningen fanns varuhusen Nordiska Kompaniet, Kvickly och Tempo här. Centrumet hade även en biograf som hette Fanfaren, öppnad 26 december 1961, med 535 platser och Cinemascopeduk. Efter diverse turer lades biografen ned i maj 1992. I Martin Olssons byggnad fanns även från början en filial av Stadsbiblioteket.
Norr om Farsta Centrum invigdes Centrumkyrkan i september 1961. Byggnaden ritats av arkitekterna Bengt Carlberg och Börje Stigler. Arkitekterna utformade huset som en enkel, vitputsad byggnadskropp med olika höjder. Kyrkklockorna placerades i en klockstapel av obehandlad betong.
I motsatt ända som tunnelbanan och intill Fanfaren låg restaurangen Postiljonen. Restaurangen är numera nedlagd men den karakteristiska statyn av en postiljon till häst kan beskådas på det numera övertäckta innetorget.

## Planering och bygget
Centrumanläggningen omges av två stora parkeringsplatser, medan tunnelbanan löper vid sidan om på en viadukt. Det långsmala torget har en konvex form och omsluts av diverse varuhus samt butiks- och kontorsbyggnader. Byggnaderna uppfördes huvudsakligen med prefabricerade betongelement. 

Fasaddetaljer
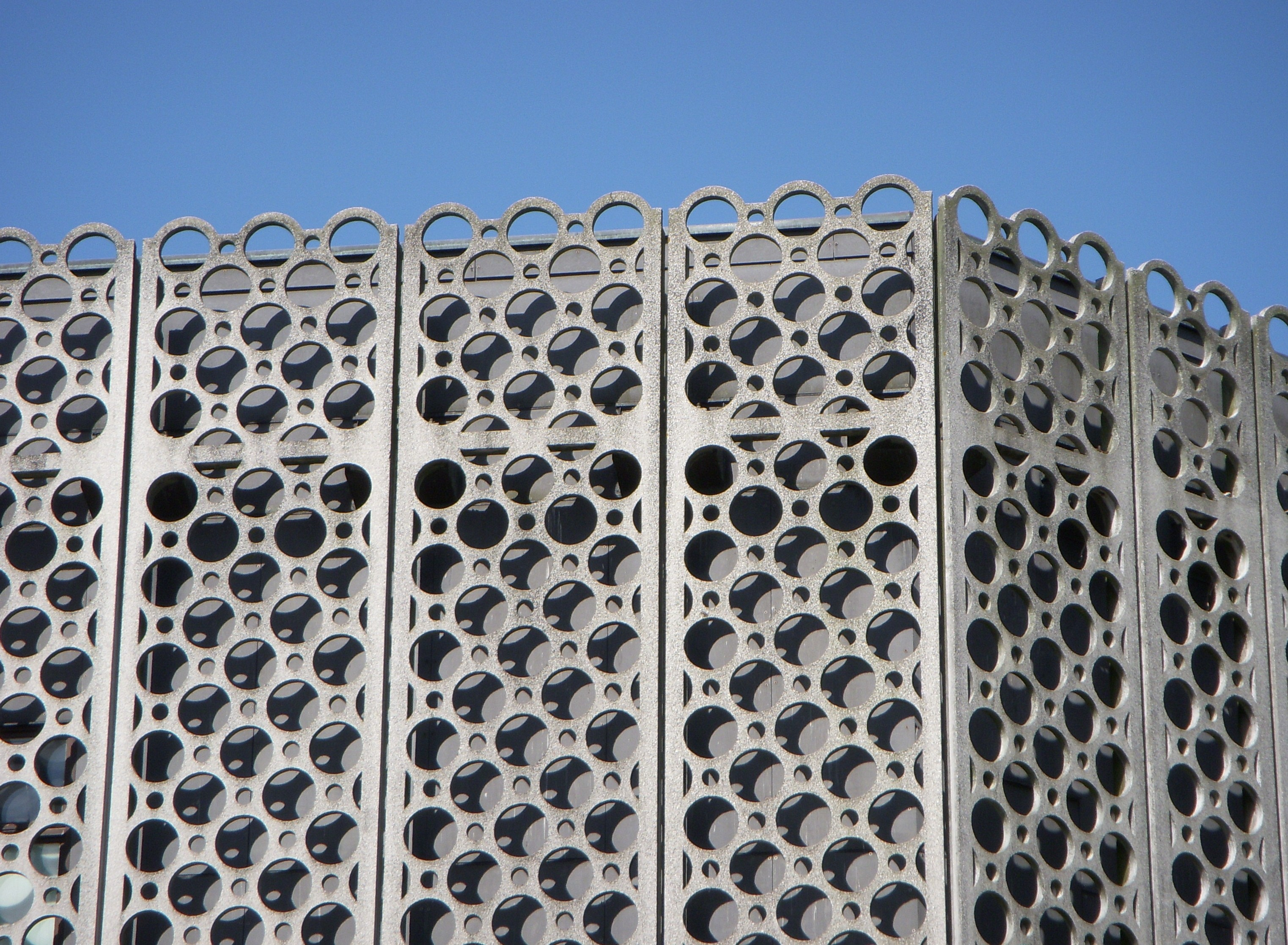
Tempo/Åhléns
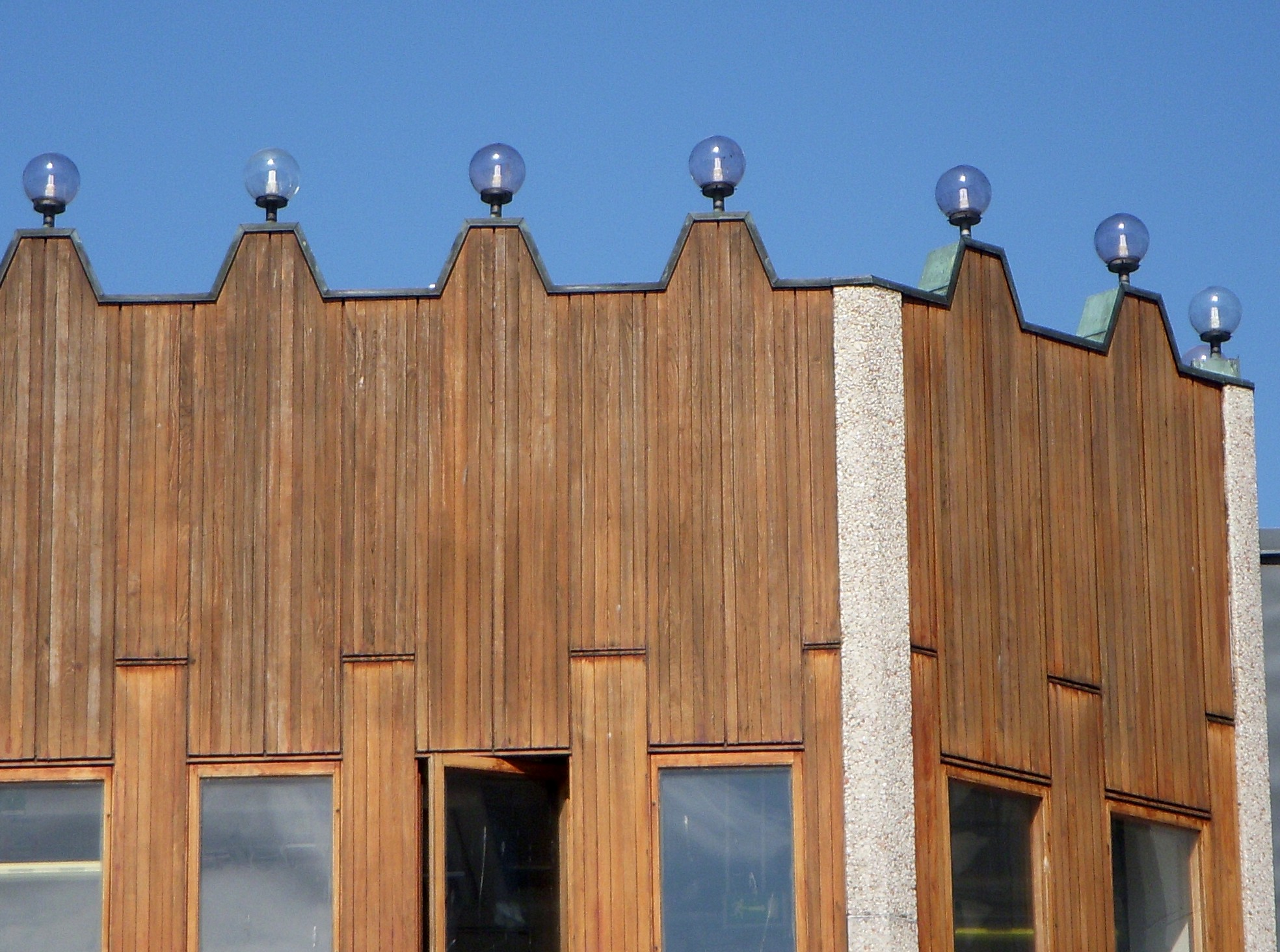
Martin Olsson
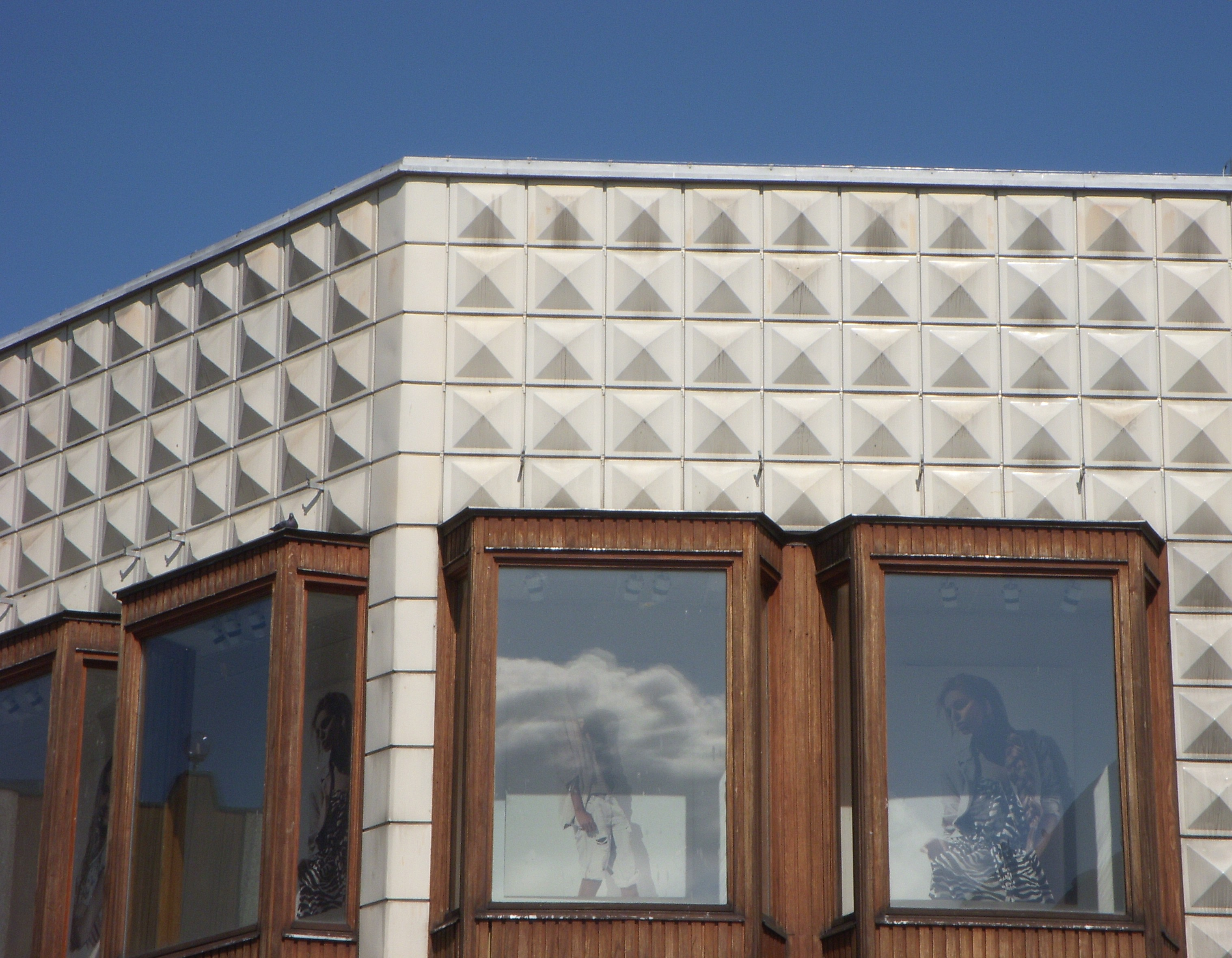
Kvickly/Domus
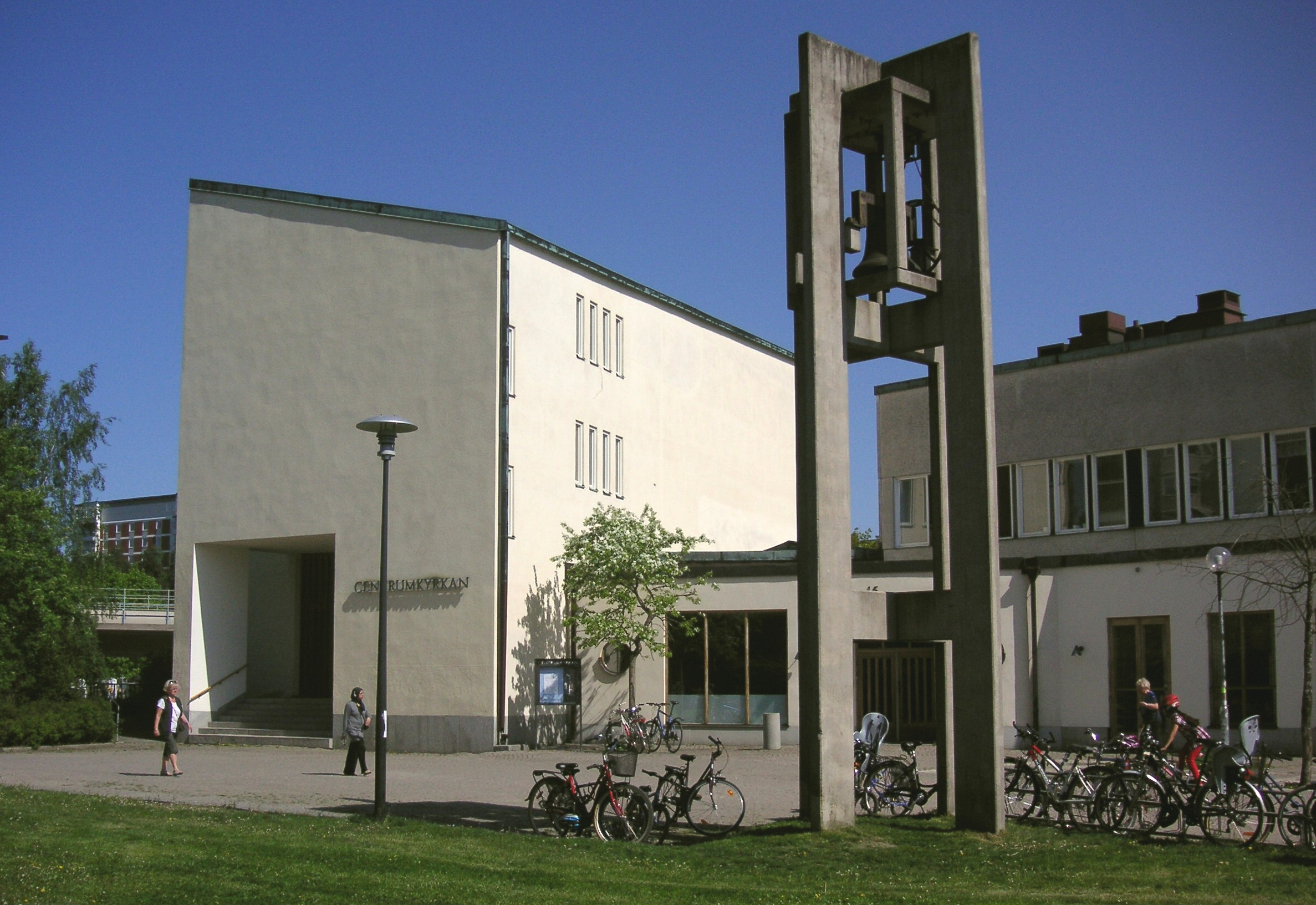
Centrumkyrkan
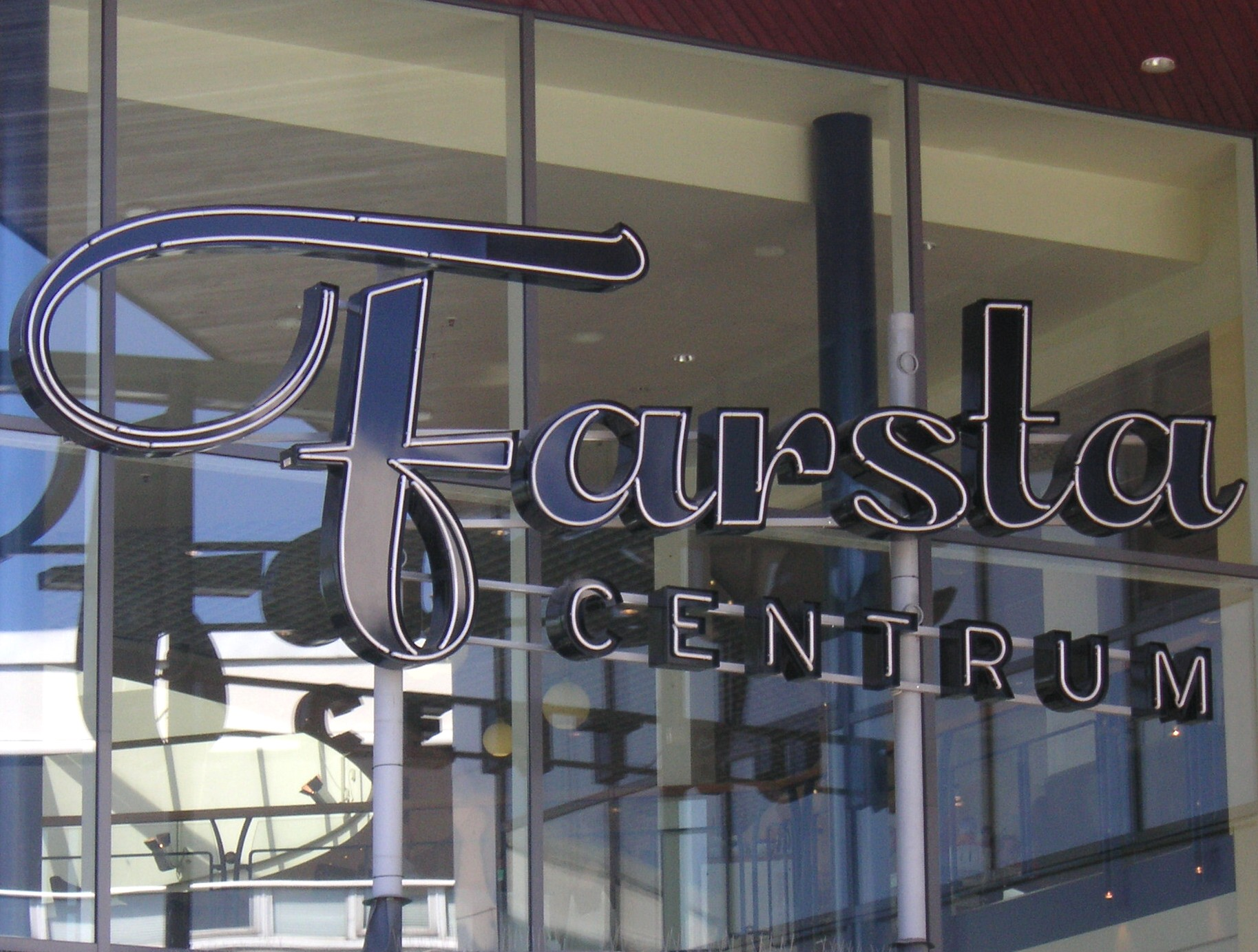
Nya entrén

Varuhusens fasader gestaltades individuellt dels med vita fasadelement (skapade av Bengt Edlund) i en sorts genombrutet cirkelmönster för varuhuset Tempo (senare omdöpt till Åhléns), samt med vita kvadratiska plåtkassetter för varuhuset Kvickly (senare omdöpt till Domus). Den mellersta byggnaden med livsmedelsaffären Martin Olsson i bottenvåningen hade (och har) en karakteristisk fasad av oljad teakpanel som avsluts med en stiliserad krenelering, krönt av ljusglober.
Mitt i centrum ligger Farsta torg med försäljning av frukt, grönsaker och blommor. Torget anlades som en italiensk piazza. Det finns parkeringsplatser för cirka 1500 bilar på Farstaplan, Munkforsplan och Storforsplan. Farsta Centrum var den första plats i Stockholm där man kunde använda P-skiva, premiären för det var 1 december 1993.

## Ombyggnaden
Centrumanläggningen genomgick 1997-1999 en totalrenovering. I samband med det tillkom en förbindelsebyggnad över torgets sydvästra del. Även Martin Olssons byggnad kopplades ihop via förbindelsebyggnader med Domus respektive Åhléns gamla fastighet och man erhöll så ett stort sammanhängande komplex.  Den norra parkeringsytan på Farstaplan sänktes med cirka fyra meter, på så vis fick man en ny ingång till centrumets undre våningsplan. Parkeringsplatsen däckades över år 2008 för ytterligare p-platser. För ombyggnaden svarade Aakerøy, Moe & Bowe samt Arksam. Idag (2008) har Farsta Centrum cirka 150 butiker, anläggningen ägs av Atrium Ljungberg AB.

### Historiska bilder

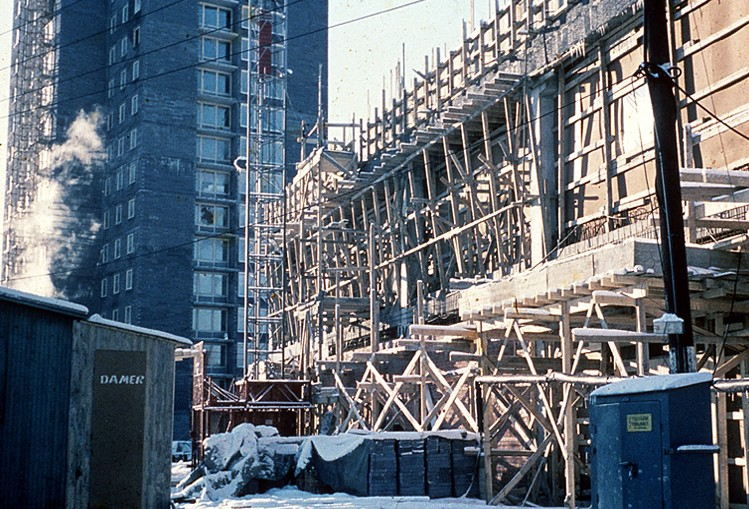
Byggarbeten 1959
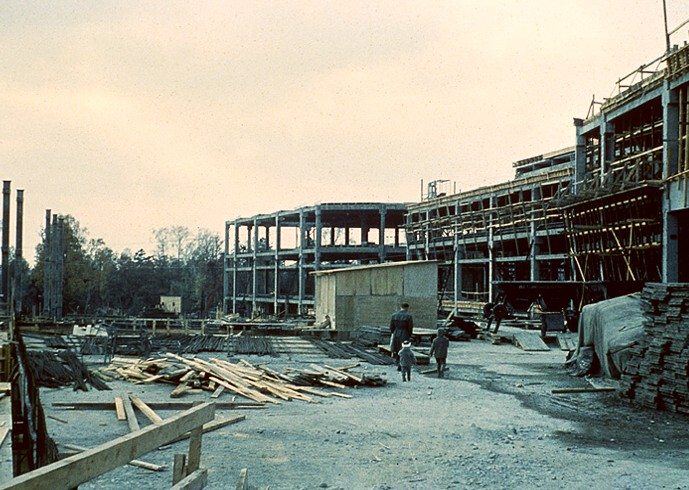
Byggarbeten 1959
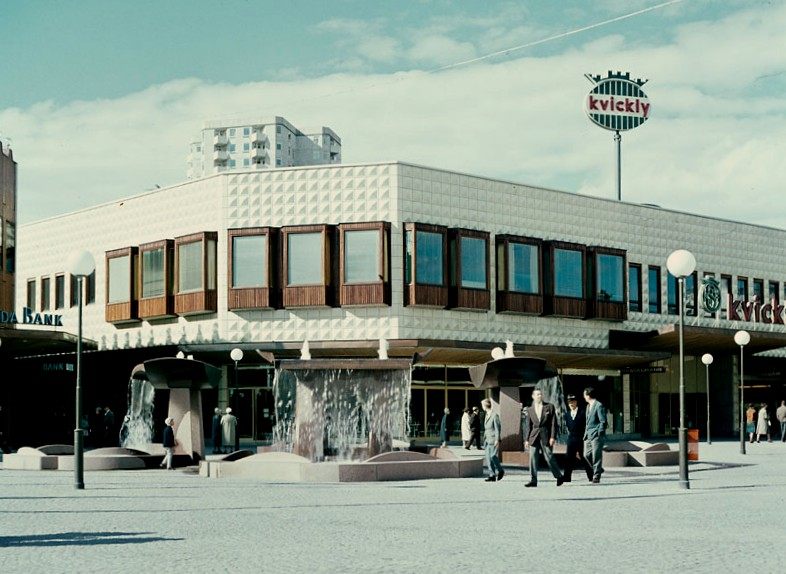
"Kvickly"-varuhuset 1961
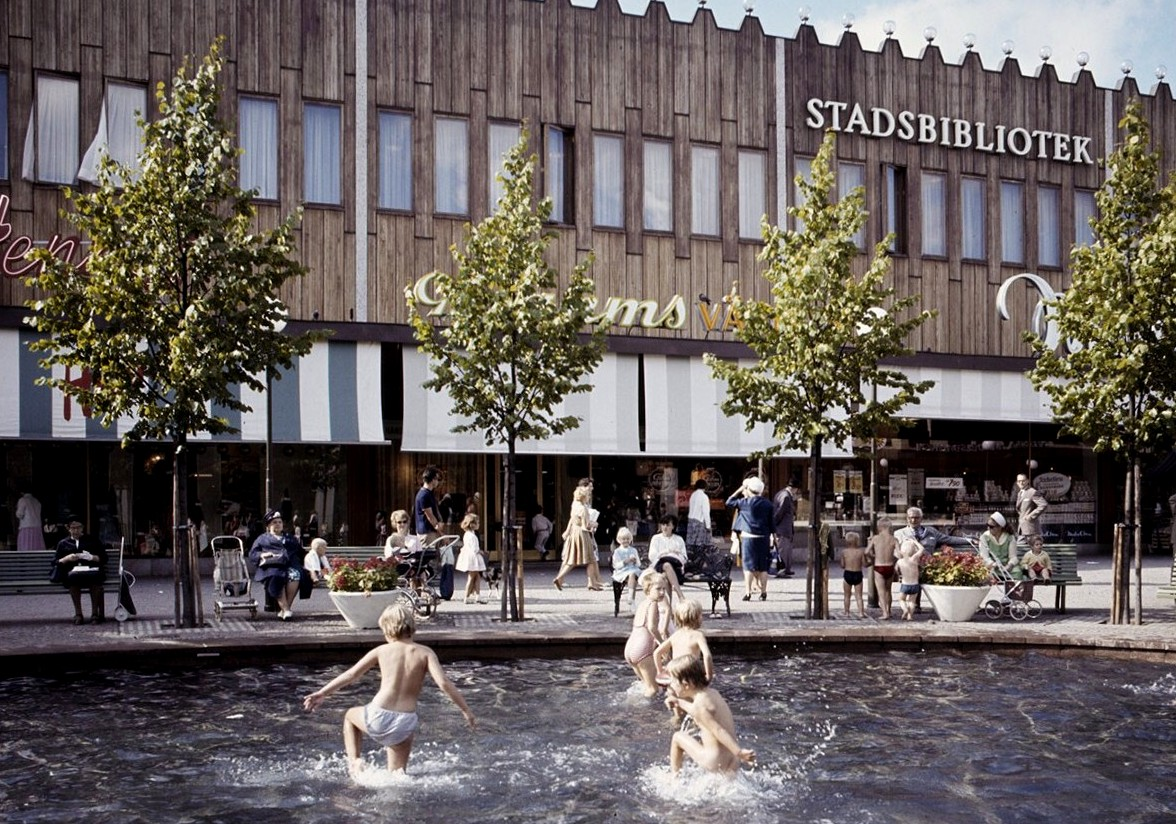
Bad i plaskdammen 1961
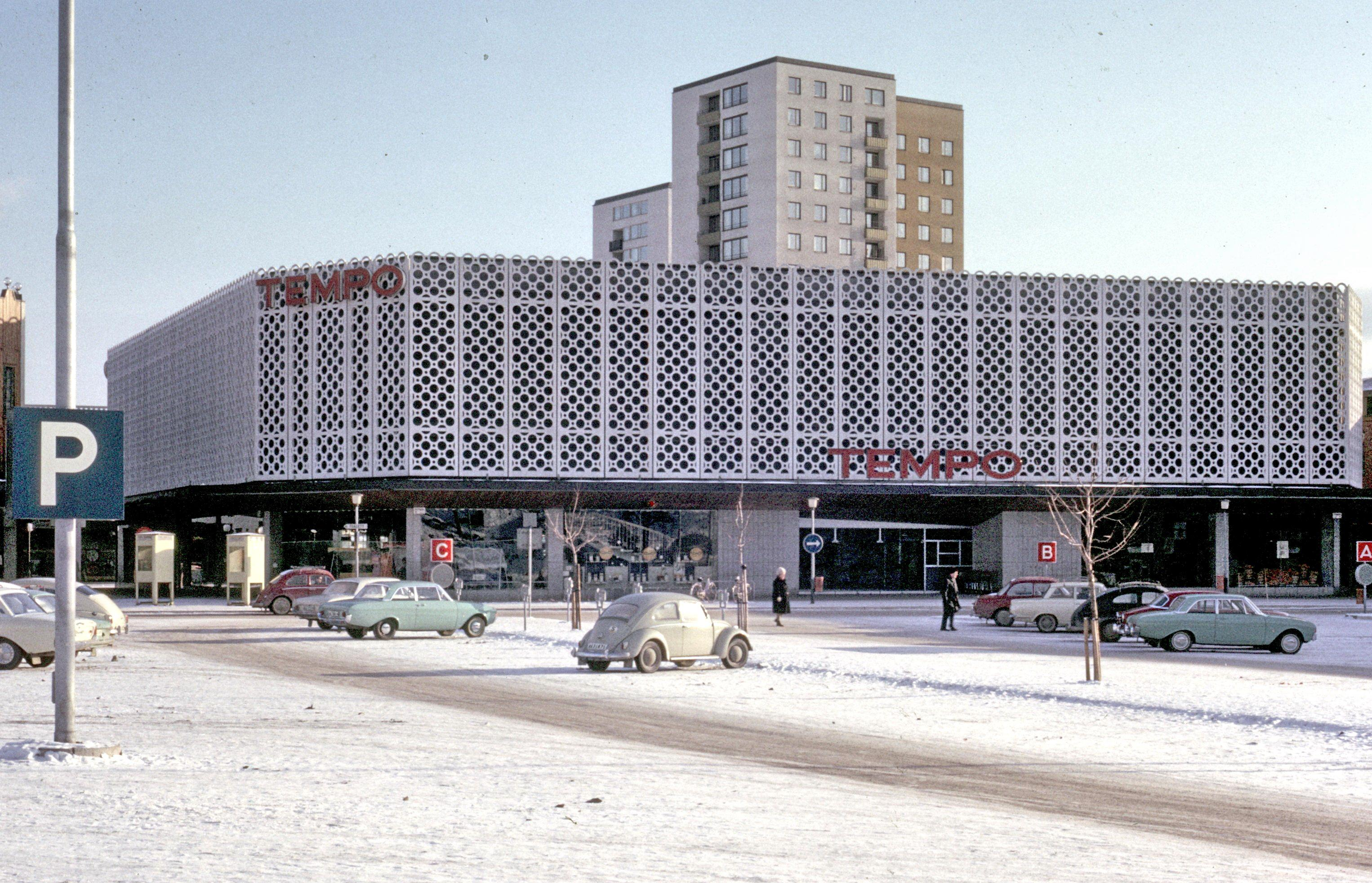
"Tempo"-varuhuset 1965

### Farsta Centrum idag

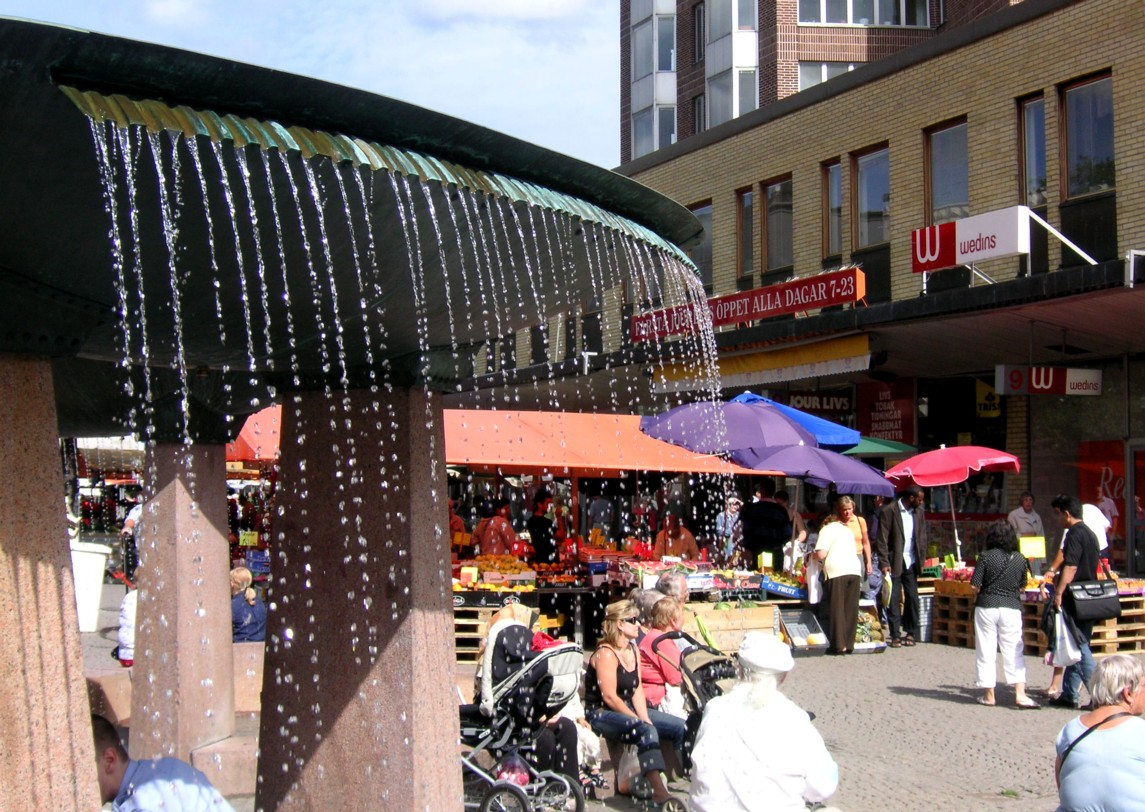
Farsta torg 2007
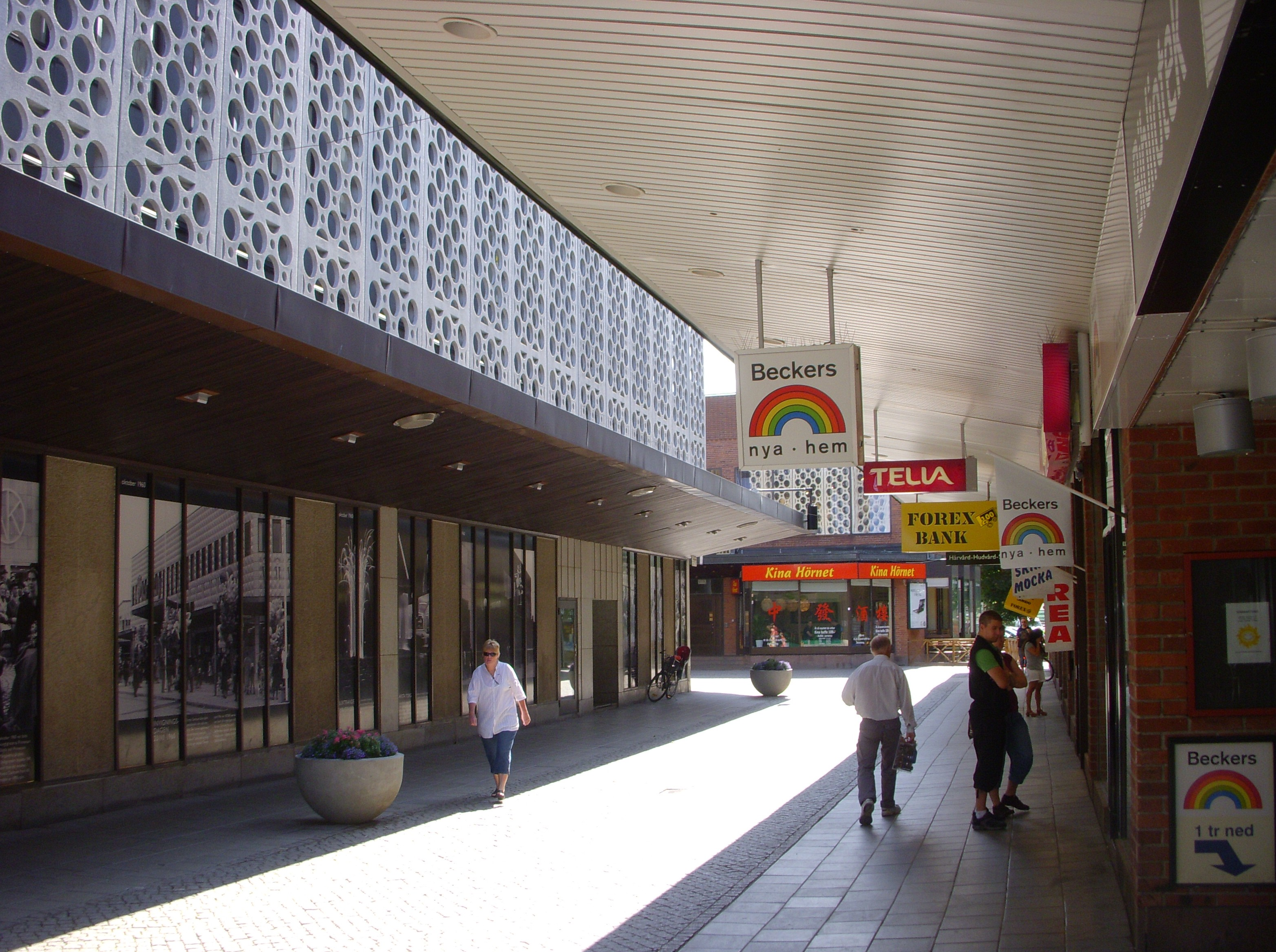
Sydvästra gången 2009
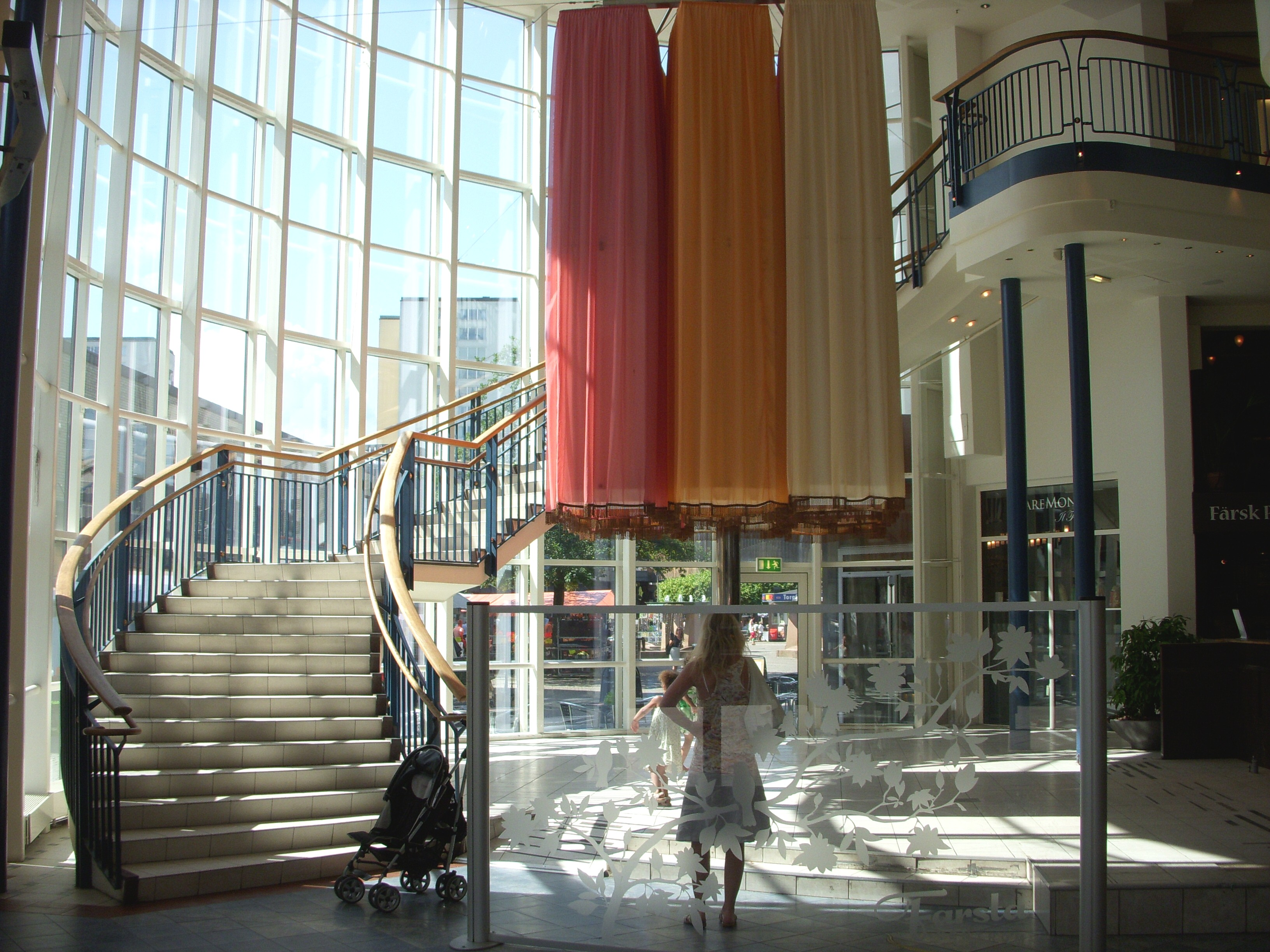
Interiören 2009
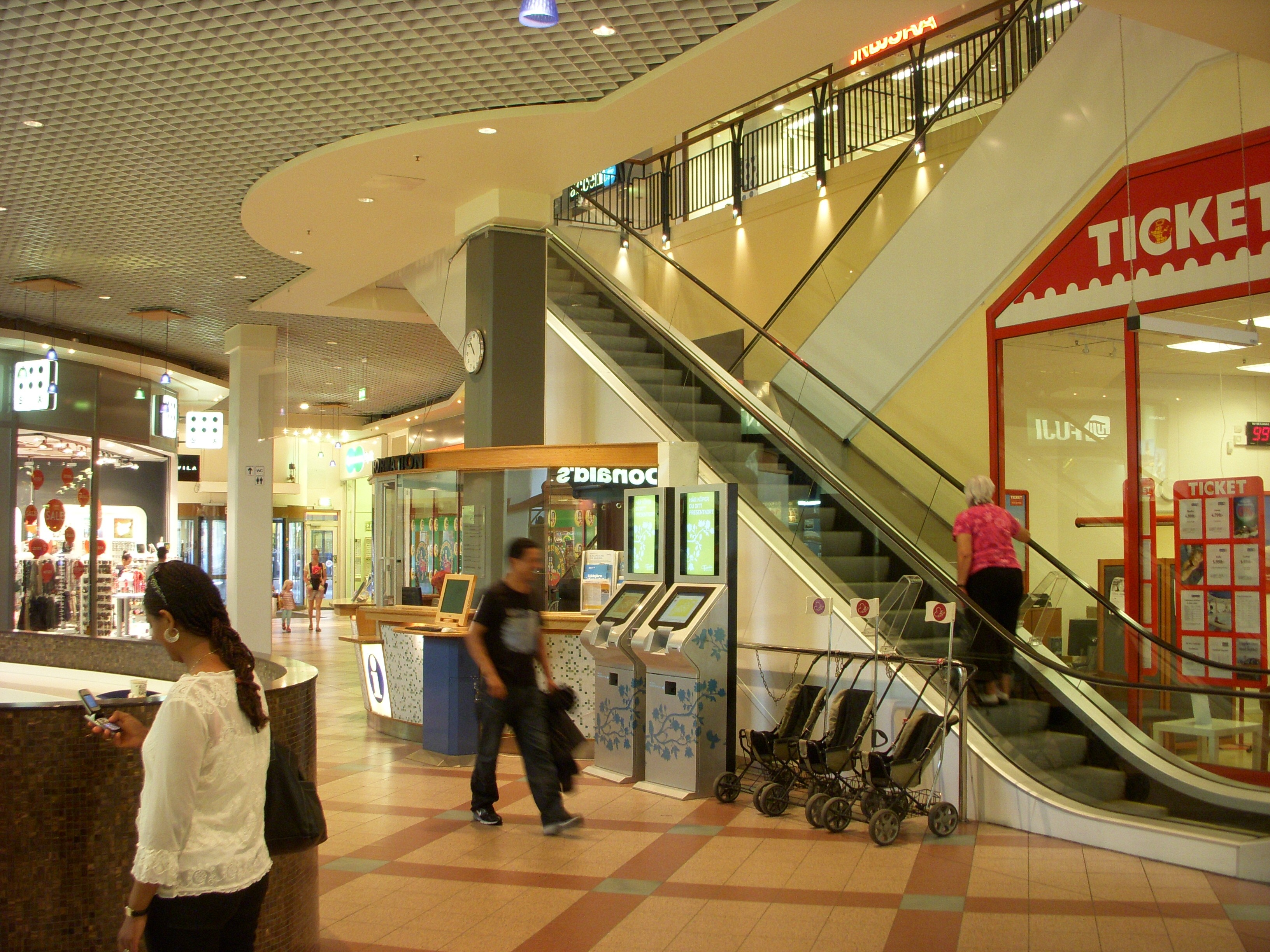
Interiören 2009
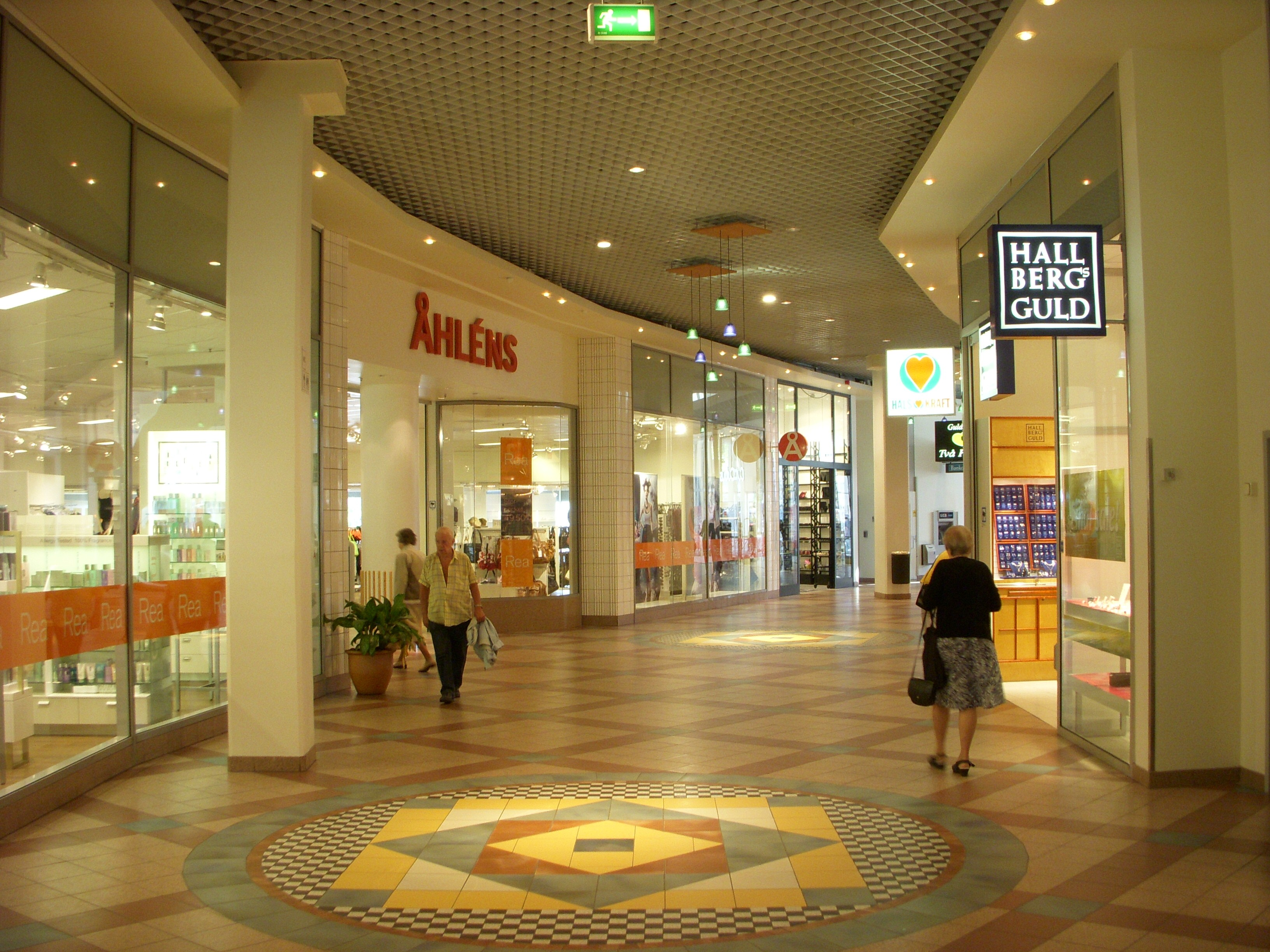
Interiören 2009